# 姬蜂属
姬蜂属（学名：Ichneumon）是姬蜂科下的一个属。

## 下属物种
本属包括以下物种：